# Трахтенберг Олександр Хунович
Олександр Хунович (Харитонович) Трахтенберг ( 31 березня 1931, Хотин, Бессарабія - 2 жовтня 2016, Москва ) - радянський і російський хірург, учений-медик в галузі торакальної хірургії та онкології . Доктор медичних наук, професор кафедри торакальної хірургії Російської медичної академії післядипломної освіти .
Керівник відділення легеневої хірургії Онкологічного науково-дослідного інституту імені П. А. Герцена (1981-2007), заслужений діяч науки РРФСР (1991), заслужений лікар Російської Федерації (1998) та лауреат Державної премії РРФСР (1991).

## Життєпис
Народився 1931 року в північному бессарабському містечку Хотині. Навчався в хедері та румунській гімназії. Після захоплення міста німецько-румунськими військами 6 липня 1941 року разом з батьками та двома братами був інтернований до єврейського гетто, звідки через місяць переправлений до Атаки, потім до Трансністрії (в гетто села Лучинець)  . Тут молодший брат помер від голоду, загинули бабуся і тітка, а решта членів сім'ї були звільнені в ході наступу Червоної армії у квітні 1944 року і повернулися до Хотина  .
Після закінчення хотинської середньої школи вступив до Чернівецького медичного інституту, в 1954 році був розподілений хірургом до Щербаківської лінійної лікарні водників Рибинська (Московсько-Волзький водздороввідділ), а в 1957 році вступив до клінічної ординатури з хірургічного наукового інституту імені П.О. Герцена. Кандидатська («Ангіографія при пухлинах легень та середостіння», 1962) та докторська («Комбіноване лікування раку легені», 1972) дисертації присвячені хірургії онкологічних захворювань грудної порожнини. У 1960-1963 роках обіймав посаду молодшого наукового співробітника інституту, а у 1963-1981 роках - старшого наукового співробітника відділення торакальної хірургії, з 1981 року працював головним науковим співробітником, а згодом - керівником клініки легеневої хірургії.

## Наукова діяльність
Основні наукові праці — у сфері онкопульмонології, діагностики та конбінованого лікування пухлин трахеї, легень, середостіння, грудної стінки, оперативної техніки та реконструктивно-пластичних оперативних втручань при дрібноклітинному раку легені, саркомі, карциноїді та доброякісних пухлин грудної порожнини. Глава наукової школи торакальних хірургів.
Автор 14 монографічних праць, у тому числі
- «Ангіографія при пухлинах легень і середостіння» (у співавторстві з С. Я. Марморштейном, 1964),
- «Контрастне дослідження судин у торакальній онкології» (з С. Я. Марморштейном, Кишинів : Картя молдовеняске, 1970),
- «Лікування раку легені» ((у співавторстві з А. І. Пироговим та А. С. Павловим, Москва : Медицина, 1979),
- «Рак легені при первинно-множинних злоякісних пухлинах» ((у співавторстві з В. В. Уткіним, І. К. Кімом та В. А. Анікіним, Рига : Зінатне, 1986),
- «Рак легень» (Москва: Медицина, 1987),
- «Атлас онкологічних операцій» (Москва: Медицина, 1987; друге видання, (у співавторстві з В. І. Чисовим та А. І. Пачесом, 2008),
- "Помилки в клінічній онкології: керівництво для лікарів" (з В. І. Чісовим, Москва: Медицина, 1993, друге видання - 2001),
- «Злоякісні неепітеліальні пухлини легень» (у співавторстві з Г. А. Франком, Москва: Медицина, 1998),
- «Клінічна онкопульмонологія» (з В. І. Чисовим, Москва: Медицина, 2000),
- «Первинно-множинні злоякісні пухлини: керівництво для лікарів» (з В. І. Чісовим; Москва: Медицина, 2000),
- «Медіастинальна лімфаденектомія при недрібноклітинному раку легені» (у співавторстві з Г. А. Франком, Н. Н. Волченко, М. А. Стукаловим та К. М. Колбановим, 2003),
- «Метастатичні пухлини легень» (з В. І. Чсовим, О. В. Пікіним та В. Д. Паршиним, 2009).
- "Врятований, щоб рятувати" (спогади, М.: Літтерра, 2010).

Член редколегії «Російського онкологічного журналу»  .